# Шведский добровольческий корпус

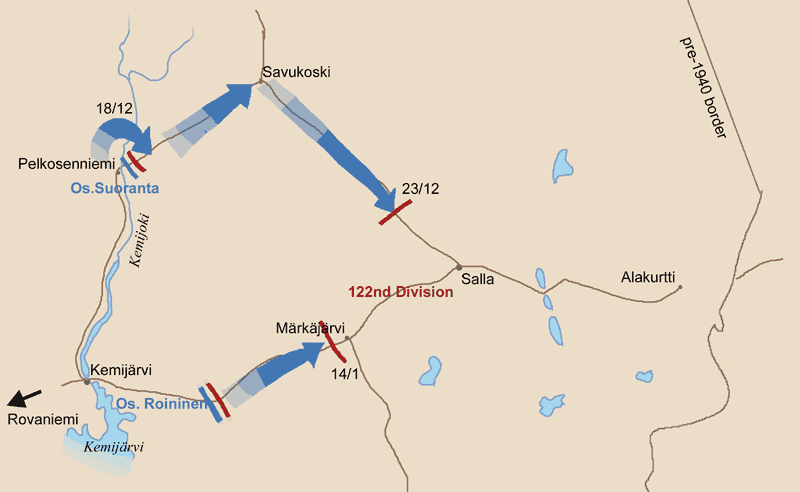
Схема боевых действий, в которых участвовал Шведский добровольческий корпус на участке Роининена

Шведский добровольческий корпус (швед. Svenska frivilligkåren, фин. Ruotsalainen Vapaaehtoisjoukko) — воинское подразделение из числа граждан Швеции во время Советско-финской войны и Второй мировой Войны, воевавшее на стороне Финляндии. Большинство шведских добровольцев прибыло к концу советско-финской войны и в конечном итоге корпус не оказал влияния на ход боевых действий.

## История
Официально Швеция придерживалась нейтралитета, поэтому участвовать в войне на стороне других стран могли только добровольцы. Корпус насчитывал 9640 добровольцев. Добровольцы принимали участие в боях в районе Салла с 28 февраля 1940 года. В ходе боёв корпус потерял 33 погибшими, 10 пропавшими без вести, 50 ранеными и 130 обмороженных. 19-й авиационный полк ВВС Финляндии состоял из шведов. Зенитная батарея шведских добровольцев защищала Турку.
К концу войны добровольческий корпус состоял из 8 260 шведов, 725 норвежцев и 600 датчан. Добровольцы продемонстрировали скандинавское единство, поэтому своим знаком отличия выбрали «четыре братские руки», олицетворяющем Финляндию, Швецию, Норвегию и Данию. 

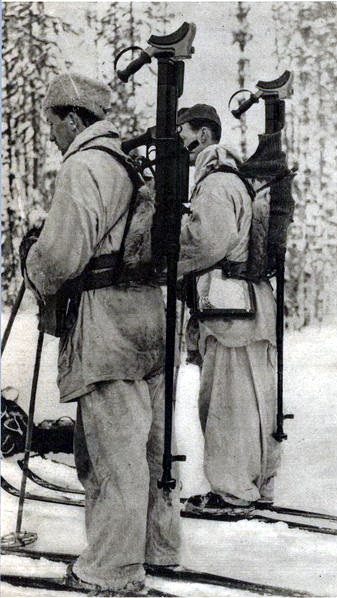
Шведские добровольцы с противотанковыми ружьями

В марте 1940 г. все шведские добровольческие части финской армии были расформированы.
24 июля 1941 года корпус был сформирован повторно. 10 августа 1941 г. в составе финской армии в боевых действиях против Красной армии принял участие Шведский добровольческий батальон (1500 человек) во главе с полковником Хансом Берггреном (Hans Berggren).
С 17 августа часть Шведского добровольческого корпуса (800 человек) приняла участие в осаде советского гарнизона на полуострове Ханко, которая длилась до 2 декабря 1941 г.
18 декабря 1941 г. Шведский добровольческий корпус вернулся в Швецию. За время боевых действий против Красной армии он потерял 25 человек убитыми и 75 ранеными. Единственным шведским подразделением на фронте осталась Шведская добровольческая рота.
Кроме Шведской добровольческой роты в составе финской армии до сентября 1944 г. продолжали служить в различных родах войск ещё около 1000 шведских граждан, в том числе и военные летчики. С 25 июня по 9 июля 1944 г. Шведская добровольческая рота (53 человека) во главе с лейтенантом Акселем фон Сегерстрадом (Axel Hård af Segerstad) приняла участие в   боях против советских войск на Карельском перешейке. Потери отряда составили – 13 убитых и 27 раненых.
6 сентября 1944 г. Шведская добровольческая рота была расформирована, и все шведские добровольцы вернулись на родину.
Всего за 1942 – 1944 гг. в роте служили 404 шведа, из которых 41 погибли и 84 человека было ранено.

## Структура
Корпус состоял из трёх боевых групп, авиационного полка, зенитной батареи и вспомогательных частей.

## Известные офицеры
- Эрнст Линдер (командир корпуса)

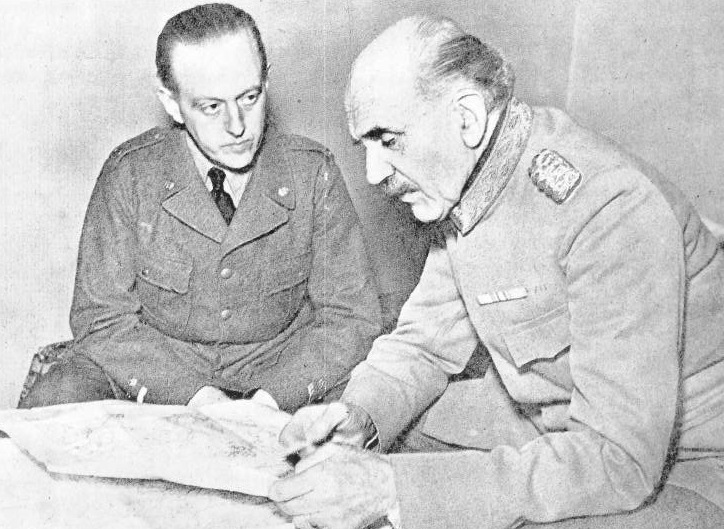
Командующий Шведским добровольческим корпусом Эрнст Линдер и начальник штаба корпуса Карл Август Эренсверд в Торнио

- Карл Август Эренсверд (начальник штаба)
- Хьюго Бекхаммар (командир 19-го авиационного полка)
- Магнус Дюшен (командир 1-й боевой группы)
- Карл Бонде (командир 1-й боевой группы)
- Карл Оскар Агелл (командир 1-й боевой группы)
- Викинг Тамм (командир 2-й боевой группы)
- Мартин Экстрём (командир 3-й боевой группы)

## Военное значение
Военное значение Шведского добровольческого корпуса было небольшим. Кандидат исторических наук Геннадий Коваленко отметил, что шведские добровольцы, большая часть которых прибыла на фронт к концу войны, «не могли оказать какого-либо влияния на ход боевых действий». Шведские добровольцы понимали это — газета «Доброволец» писала:

Мы, шведы Добровольческого корпуса, не смогли сделать ничего существенного. Мы сидим здесь в зимней тундре и не знаем, чем заняться…